# Emilio Casalini
Pour les articles homonymes, voir Casalini (homonymie).
Emilio Casalini (né le 5 novembre 1941 à Golese (it) et mort le 14 janvier 2024) est un coureur cycliste italien. Professionnel de 1965 à 1973, il a remporté une étape du Tour d'Italie. Il a également été équipier de coureurs réputés comme Vittorio Adorni, Eddy Merckx ou Felice Gimondi.

## Palmarès

### Palmarès amateur
- 1964
  - Circuito Guazzorese
  - Coppa Collecchio
  - 2e du Tour du Frioul-Vénétie julienne
  - 3e du Gran Premio Piero Melchionni

### Palmarès professionnel
- 1968
  - 10e étape du Tour d'Italie
- 1970
  - 3e du Trofeo Laigueglia
- 1971
  - Prologue du Tour d'Italie (contre-la-montre par équipes)

## Résultats sur le Tour d'Italie
6 participations
- 1966 : 46e
- 1967 : 51e
- 1968 : 64e, vainqueur de la 10e étape
- 1969 : 53e
- 1971 : 67e
- 1972 : 47e